# Susen Küster
Susen Küster (* 27. Juli 1994 in Wolfen, Sachsen-Anhalt) ist eine deutsche Leichtathletin, die sich auf den Hammerwurf spezialisiert hat.

## Sportliche Laufbahn
Susen Küster begann im Alter von acht Jahren mit der Leichtathletik und fand früh Gefallen am Hammerwurf, sobald diese Disziplin altersklassengemäß im DLV-Wettkampfprogramm der Schülerinnen stand. Bis dahin konkurrierte sie im Kugelstoßen, Diskus- und Speerwurf.
2008 holte sich Küster den mitteldeutschen Meistertitel im Hammerwurf. Danach schickte man sie zu einem Sichtungslehrgang nach Halle (Saale).
2010 und 2011 wurde sie Deutsche U18-Winterwurf-Meisterin.
2012 und 2013 holte sich Küster den Titel Deutsche U20-Winterwurf-Meisterin als auch den der Deutschen U20-Meisterin 2013. International kam sie bei den U20-Europameisterschaften im italienischen Rieti auf den 14. Platz.
2014 und 2015 wurde Küster Deutsche U23-Vizemeisterin.
2016 avancierte sie zur Deutschen U23-Meisterin.
2017 steigerte Küster ihre persönliche Bestleistung am 23. Juni 2017 in Halle (Saale) beim HLF-Wurfmeeting auf 70,03 m. Damit platzierte sie sich in der ewigen deutschen Bestenliste an siebter Stelle. In Erfurt kam Küster bei den Deutschen Meisterschaften auf den 4. Platz. Beim HLF-Wurfmeeting in Halle (Saale) am 21. Juli 2017 steigerte sie sich erneut auf 71,25 m, setzte sich damit nicht nur an die Spitze der deutschen Saisonrangliste und auf Platz vier der ewigen deutschen Bestenliste, sondern erfüllte auch die Norm für die Weltmeisterschaften in London und wurde deshalb vom DLV nachnominiert. Bei den Weltmeisterschaften  in London schied sie in der Qualifikation aus.
2018 kam Küster mit der Mannschaft auf den 1. Platz beim Winterwurf-Europacup in Leiria, im Einzel belegte sie den 14. Rang.
Küster gehört seit der Leistungssportreform zum Perspektivkader des Deutschen Leichtathletik-Verbandes (DLV) und war zuvor im B-Kader.

## Vereinszugehörigkeiten
Susen Küster startet seit dem 1. Januar 2017 für den TSV Bayer 04 Leverkusen und war zuvor von 2001 bis 2003 bei der SG Union Sandersdorf, von 2004 bis 2005 bei der SG Chemie Bitterfeld, von 2006 bis 2014 bei den Halleschen Leichtathletik-Freunden, 2015 beim SC DHfK Leipzig und 2016 beim SV Halle. Ihr langjähriger Trainer ist der ehemalige Kugelstoßer René Sack.

## Auszeichnungen
- 2015: Ehrung durch die Stadt Bitterfeld-Wolfen für die sportlichen Leistungen 2014.[6]

## Bestleistungen
Jahresbestleistungen
| Jahr | Hammer 4 kg | Hammer 3 kg |
| ---- | ----------- | ----------- |
| 2007 | –           | 34,83 m     |
| 2008 | –           | 47,10 m     |
| 2009 | 45,63 m     | 54,46 m     |
| 2010 | 51,22 m     |             |
| 2011 | 55,74 m     |             |
| 2012 | 58,67 m     |             |
| 2013 | 60,29 m     |             |
| 2014 | 63,27 m     |             |
| 2015 | 64,00 m     |             |
| 2016 | 66,44 m     |             |
| 2017 | 71,25 m PB  |             |
| 2018 |             |             |

Persönliche Bestleistung
- Am 21. Juli 2017 warf Küster 71,25 m beim HLF-Wurfmeeting. Mit dieser Weite war sie am Jahresende beste deutsche Hammerwerferin.

## Erfolge (Auswahl)
national
- 2010: Deutsche U18-Winterwurf-Meisterin
- 2010: 7. Platz Deutsche U18-Meisterschaften
- 2011: Deutsche U18-Meisterin
- 2012: Deutsche U20-Winterwurf-Meisterin
- 2012: 6. Platz Deutsche U20-Meisterschaften
- 2012: 8. Platz Deutsche U23-Meisterschaften
- 2013: Deutsche U20-Winterwurf-Meisterin
- 2013: Deutsche U20-Meisterin
- 2013: 6. Platz Deutsche U23-Meisterschaften
- 2014: 6. Platz Deutsche Meisterschaften
- 2014: Deutsche U23-Vizemeisterin
- 2015: 5. Platz Deutsche Meisterschaften
- 2015: Deutsche U23-Vizemeisterin
- 2016: 5. Platz Deutsche Meisterschaften
- 2016: Deutsche U23-Meisterin
- 2017: 4. Platz Deutsche Meisterschaften

international
- 2013: 14. Platz U20-Europameisterschaften
- 2017: 30. Platz Weltmeisterschaften
- 2018: Winterwurf-Europacup (1. Platz Mannschaft, 14. Platz einzel)